# Graf Szekeresa

Graf Szekeresa – żmirłacz składający się z 50 wierzchołków. Był piątym znanym żmirłaczem; odkryty przez George'a Szekeresa w 1973 roku.